# Martín Rodríguez
Martín Rodríguez (Ciudad de Buenos Aires, 4 de julio de 1771-Montevideo, 5 de marzo de 1845) fue un político y militar argentino. Tuvo actuación destacada en la lucha contra las Invasiones Inglesas, en el proceso político de la Revolución de Mayo,  la Guerra de Independencia de la Argentina y la Independencia de Bolivia. Ocupó durante cuatro años el cargo de gobernador de Buenos Aires (cuando la Provincia de Buenos Aires aun incluía a la Ciudad Autónoma de Buenos Aires, ya separadas desde 1880). Fue también fundador del Fuerte Independencia, actual ciudad de Tandil.

## Biografía
Nació en Buenos Aires el 4 de julio de 1771, siendo sus padres Fermín Rodríguez, capitán del pueblo de Chascomús, y Tadea Rodríguez.
Estudió en el Real Colegio de San Carlos y se dedicó a las tareas de campo.
Combatió en las Invasiones inglesas como segundo jefe del regimiento de húsares, comandado por Juan Martín de Pueyrredón. Tuvo una participación activa en los sucesos de la Revolución de Mayo. Constituida la Primera Junta, fue destinado a Entre Ríos, en apoyo de Manuel Belgrano, que actuaba en Paraguay, con el grado de coronel.
Fue uno de los jefes que organizó las milicias que permanecieron en Buenos Aires en favor de Cornelio Saavedra, durante la Revolución del 5 y 6 de abril de 1811. Por esta participación fue confinado a San Juan.
Intervino al año siguiente en la batalla de Salta al mando del ala izquierda regresando poco después a Buenos Aires. Al comenzar la Tercera expedición auxiliadora al Alto Perú fue nombrado jefe de Estado Mayor y de la vanguardia del Ejército del Norte, al frente del cual fue derrotado en el Combate de El Tejar, cayendo prisionero. Al recobrar la libertad, pasó a ser presidente de la Audiencia y provincia de Charcas.
El 21 de octubre de 1815 fue el responsable de una segunda derrota, mucho más seria, en la batalla de Venta y Media. No participó en la definitiva derrota en Sipe Sipe, pero después de esta volvió a ser derrotado en un pequeño combate en Cabeza de Buey. Pasó años afrontando el juicio por estas derrotas, pero fue absuelto en octubre de 1818.
Combatió en la Batalla de Cepeda a órdenes de José Rondeau, como jefe de la caballería del Directorio de las Provincias Unidas, rápidamente destrozada por los federales. 
Iniciada la Anarquía del Año XX meses más tarde acompañó a Manuel Dorrego en su campaña a la provincia de Santa Fe, pero regresó a la capital antes de la derrota de este en la Batalla de Gamonal.

## La gobernación de Buenos Aires
La Junta de Representantes de la provincia de Buenos Aires nombró gobernador a Martín Rodríguez, el 26 de septiembre de 1820; contaba con el apoyo de los estancieros y de los sectores sociales  medio-alto y alto de la ciudad.
Durante los inicios de su gobierno se produjo un levantamiento que contó con el apoyo federal, pero que fue sofocado a la fuerza por Juan Manuel de Rosas, que entró a la ciudad con los "Colorados del Monte", un grupo de gauchos altamente disciplinados y armados a su costa, reponiendo a Rodríguez en su cargo. Fue en ese momento que Rosas recibió el título de "Ilustre Restaurador de las Leyes".
La Junta de Representantes le entregó al nuevo gobernador Rodríguez “el lleno de las facultades”, con las cuales pudo devolverle el orden a la ciudad.
Martín Rodríguez gobernó la provincia de Buenos Aires entre 1820 y 1824. Su gobierno fue de tendencia unitaria y sus obras se vieron encauzadas principalmente por Bernardino Rivadavia, ministro de Gobierno, junto a Manuel José García, ministro de Hacienda, y desde 1823, por el asesor gubernamental Miguel Mariano de Villegas.
Una vez terminado el mandato de Rodríguez asumió el gobierno de la provincia el general Juan Gregorio de Las Heras.

### Tratado de Benegas
Rodríguez trató de concluir la guerra con Santa Fe, para lograr restablecer la paz y seguridad en la campaña. El Gobernador de Santa Fe Estanislao López, propuso el acuerdo luego de derrotar a las tropas porteñas en la Batalla de Gamonal y el gobernador de Buenos Aires aceptó las negociaciones. Juan Bautista Bustos, gobernador de Córdoba, realizó la mediación. 
Finalmente, en noviembre de 1820, se firmó el Tratado de Benegas, que reafirmó la paz entre Buenos Aires y Santa Fe. Se acordó que Buenos Aires le debía entregar a Santa Fe 25 000 cabezas de ganado como indemnización por los gastos de la guerra.

### Tratado del Cuadrilátero
El 25 de enero de 1822 se firmó el Tratado del Cuadrilátero entre Buenos Aires, Santa Fe, Entre Ríos y Corrientes. El pacto era principalmente un tratado ofensivo-defensivo ante la amenaza portuguesa y un acuerdo de libre navegación de ríos entre las cuatro provincias.
Establecía:
- La paz y unión de las cuatro provincias y una alianza ante una posible agresión extranjera, de españoles o portugueses
- La libre navegación de los ríos para las provincias firmantes
- El retiro de los diputados del "diminuto congreso de Córdoba"
- Cualquiera de las provincias contratantes podía convocar un congreso cuando creyese la oportunidad conveniente.

### Rivadavia como secretario de Gobierno
El objetivo de este gobierno fue el de organizar internamente Buenos Aires para que creciera como un estado eficiente y rico. La tendencia de este gobierno fue unitaria. Martín Rodríguez nombró secretario de Hacienda a Manuel José García y secretario de Gobierno a Bernardino Rivadavia; este último elaboró un conjunto de reformas políticas, económicas y culturales para el desarrollo de la provincia conocidas como reformas rivadavianas. El principal objetivo de este fue centralizar el poder, al tiempo que tendía a racionalizar y mejorar la administración, la economía, el ejército y la cultura, bajo el modelo de los estados europeos.
En los hechos, la provincia de Buenos Aires creció enormemente a expensas de los ingresos aduaneros de todo el país, de los que se adueñó. A este período se lo identificó con el nombre de la feliz experiencia. 

#### Reformas de Rivadavia y García
Económicas
El gobierno de Martín Rodríguez se adjudicó el manejo exclusivo del puerto y la aduana de Buenos Aires. Además, efectuó una reforma financiera con el objetivo de establecer una administración más sencilla y eficiente y reactivar las finanzas de la provincia. Se dictaron leyes de retiro de empleados civiles y de retiros militares de aquellos que habían luchado en la guerra de la Independencia, a fin de lograr una reducción de los gastos. Se inició la elaboración anual del presupuesto, que se presentaba a la Sala de Representantes, la cual debía aprobar los gastos y establecer los ingresos.
- Banco de Descuento:

La pérdida de la zona minera del Alto Perú y la balanza comercial desfavorable habían provocado la falta del metálico, y la escasez de capitales había originado la suba de intereses, lo cual dificultaba las actividades económicas.
Para solucionar el problema financiero fue creado en 1822 el Banco de Descuento de Buenos Aires. Sus funciones eran descontar letras, pagarés y obligaciones, recibir depósitos y emitir papel moneda.
El balance de las actividades del primer año fue positivo, pero pronto comenzaron a manifestarse las dificultades cuando la emisión de moneda superó las reservas. Finalmente el banco se desprestigió y se inició el proceso de depreciación monetaria, inflación y suba de precios.
- El primer empréstito extranjero:

Con el objetivo de construir el puerto, la red de agua potable de la ciudad y establecer pueblos y ciudades, se pidieron prestados $1.000.000 (de la época) a la Baring Brothers de Londres, con una tasa de 6,5% por año. La Baring retuvo más de la mitad del total, que nunca entregó, y casi todo lo que entregó lo hizo, no en moneda metálica, sino en letras de cambio contra casas comerciales en Londres. 
Las obras previstas nunca se realizaron: una parte del préstamo se destinó a la creación del Banco Nacional, otra para costear la guerra del Brasil y el resto para empréstitos a comerciantes. Los gobiernos posteriores no pudieron hacer frente a la deuda, que se pagó, finalmente, en 1904.
- El sistema de enfiteusis:

La política financiera de la provincia originó la hipoteca de la tierra pública, entregada en garantía de la deuda interna y externa, lo que imposibilitaba su venta.
Entonces, Rivadavia decidió aplicar el sistema de enfiteusis, que consistía en un arrendamiento de tierras del estado a particulares a largo plazo, a cambio del pago de una renta. Lo recaudado de esta manera se destinaba al pago de la deuda. Esta política se llevó a cabo en Buenos Aires; luego, por iniciativa del posterior presidente Rivadavia, se extendió a todo el país.
Los resultados de la medida no fueron afortunados: los jurados encargados de establecer el monto a pagar fijaron precios muy bajos y los enfiteutas no pagaron con regularidad.
Finalmente, el sistema de enfiteusis contribuyó a la formación de latifundios.
Políticas
- Se suprimieron los cabildos.

- Para lograr la pacificación interna se votó la Ley del Olvido, que permitió regresar a los desterrados y se inició un clima de distensión política.

- Terminada la guerra de la Independencia, la provincia heredó un ejército numeroso e indisciplinado. La reforma militar propuso una reducción drástica para aliviar las cuentas de la provincia.

- Se sancionó la Ley de Retiro de empleados civiles.

- Se formó la Junta de Representantes, compuesta por diputados elegidos por el pueblo.

- El poder ejecutivo estaría a cargo de un gobernador que duraría 3 años y sería elegido por la Junta de Representantes.

Sociales
- Creó el Archivo General.

- Fundó la Bolsa de Comercio.

- Estableció la Sociedad de Beneficencia.

- Reorganizó la administración de correos.

- Promulgó las leyes de reforma de la policía.

- Estableció escuelas en pueblos de frontera y fortines.

Eclesiásticas
Rivadavia, mediante la Ley de Reforma del Clero, sometió a la Iglesia al control del estado, abolió el fuero eclesiástico y el diezmo, se suprimieron algunas órdenes religiosas y algunas tierras de los conventos fueron secularizadas. La Iglesia, además, padeció la reducción de sus funciones educativas.
La reforma persiguió la modernización de un sector de la sociedad que no había tenido cambios desde antes de la Revolución de Mayo.
Educativas
El estado provincial impulsó una expansión del sistema educativo en todos los niveles, sobre la base de los modelos europeos, intentando reemplazar a la Iglesia en la responsabilidad de educar.
- La educación elemental: Rivadavia consideraba a la educación de suma importancia para la elevación del pueblo y el engrandecimiento de la Nación, impartiéndola en forma gratuita; al mismo tiempo eliminó la obligatoriedad de la enseñanza de la religión católica.

En la ciudad y en la campaña creó numerosas escuelas, en las cuales se aplicó el sistema lancasteriano: los alumnos aventajados colaboraban con el maestro en el proceso de enseñanza.
- El Colegio de Ciencias Morales:

Reestructuró el antiguo colegio de la Unión del Sud con el nombre de Colegio de Ciencias Morales; modernizó el plan de estudios, instaló un internado y otorgó becas.
En el Colegio –que sería suprimido en 1830 por falta de presupuesto- se formó gran parte de la juventud que se destacó en la etapa de la organización nacional.
- La creación de la Universidad de Buenos Aires:

En 1821 el gobernador Martín Rodríguez y su ministro Rivadavia dispusieron la creación de la Universidad de Buenos Aires, su legado más importante en materia educativa. El primer rector fue el sacerdote doctor Antonio Sáenz.
Inicialmente contaba con los siguientes departamentos:
- Departamento de primeras letras: tenía a su cargo la dirección de la enseñanza primaria de la ciudad y la campaña. En 1828 este departamento se separó de la Universidad.
- Departamento de estudios preparatorios: cátedras de latín, idiomas vivos, filosofía, ciencias físico-matemáticas y economía política.
- Departamento de ciencias exactas y dibujo.
- Departamento de medicina.
- Departamento de jurisprudencia: derecho civil, natural y de gentes.
- Sociedad de Beneficencia: creada en 1823 que funcionó hasta 1875 para formar a las niñas en las escuelas de su dependencia, para la formación de maestras y también se crea la Escuela Normal para la formación de maestros.
- Departamento de ciencias sagradas: comenzó a funcionar en 1825 por falta de alumnos.
Adquirió instrumental de laboratorio en Europa y contrató profesores para poner en marcha a la institución.

### La expansión de la frontera contra el indio
El 7 de marzo de 1820, siendo Martín Rodríguez comandante general de la campaña de Buenos Aires, firmó un tratado de paz con los "indios amigos" representados por el estanciero Francisco Hermógenes Ramos Mejía denominado Tratado de Miraflores.
Poco duró la paz acordada porque a fines de 1820 comenzó una violenta reacción de los pueblos indígenas en la frontera. El exdirector Supremo de Chile José Miguel Carrera tomó el centro de detención de españoles de Las Bruscas y junto a los caciques Yanquetruz y Pablo lanzó un malón que saqueó el pueblo de Salto provocando muchos muertos. Rodríguez decidió salir a escarmentarlos. Llegó a la estancia de Ramos Mejía y lo arrestó. Acusó a los indios amigos de este de organizar los malones, e hizo una  matanza de indios inocentes.
Pero fue esto justamente lo que encendió de nuevo la guerra y los indígenas atacaron Chascomús, Pergamino y Dolores, arreando decenas de miles de vacas. Convencido de que lo único que se podía hacer era vencer a los indios, Rodríguez realizó una nueva y mejor organizada campaña en 1822, que al año siguiente logró importantes avances en la frontera, fundando el Fuerte Independencia, que dio origen a la ciudad de Tandil, el 4 de abril de 1823. 
En la práctica, el principal objetivo del avance de la frontera tenía como fin hacer efectiva la soberanía de la provincia sobre el desierto y expandir el territorio dedicado a la ganadería. Hacia fines de su mandato hizo una tercera campaña, en la que llegó cerca de la actual Bahía Blanca, pero no logró mayores resultados.

## Luego del gobierno
Tras cumplir su mandato como gobernador de la Provincia de Buenos Aires, Martín Rodríguez fue, a principios de 1825, jefe de observación sobre el río Uruguay, para controlar la situación frente a la campaña de los Treinta y Tres Orientales. Tenía orden de permanecer neutral y arrestar a los invasores en caso de derrota. Cuando las victorias de Juan Antonio Lavalleja obligaron a iniciar la guerra del Brasil, fue reemplazado por Alvear.
En 1828 se unió a la revolución de Juan Lavalle contra Manuel Dorrego, y fue su gobernador interino durante  dos meses, entre mayo y junio de 1829. En ejercicio de ese cargo, el 10 de junio, creó la Comandancia política y militar de las Islas Malvinas. 

Art. 1: Las Islas Malvinas y las adyacentes al Cabo de Hornos, en el Mar Atlántico, serán regidas por un comandante político y militar, nombrado inmediatamente por el gobierno de la República Argentina.
Art. 2: La residencia del comandante político y militar será en la Isla de la Soledad, y en ella se establecerá una batería bajo nuestro pabellón.
Art. 3: El comandante político y militar hará observar por la población de dichas islas, las leyes de la República Argentina, y cuidará en sus costas de la ejecución de los reglamentos sobre la pesca de anfibios.
Art. 4: Comuníquese y publíquese.
-Firmado: 
- Martín Rodríguez - (Gobernador) 
- S.M. Del Carril - (Secretario)

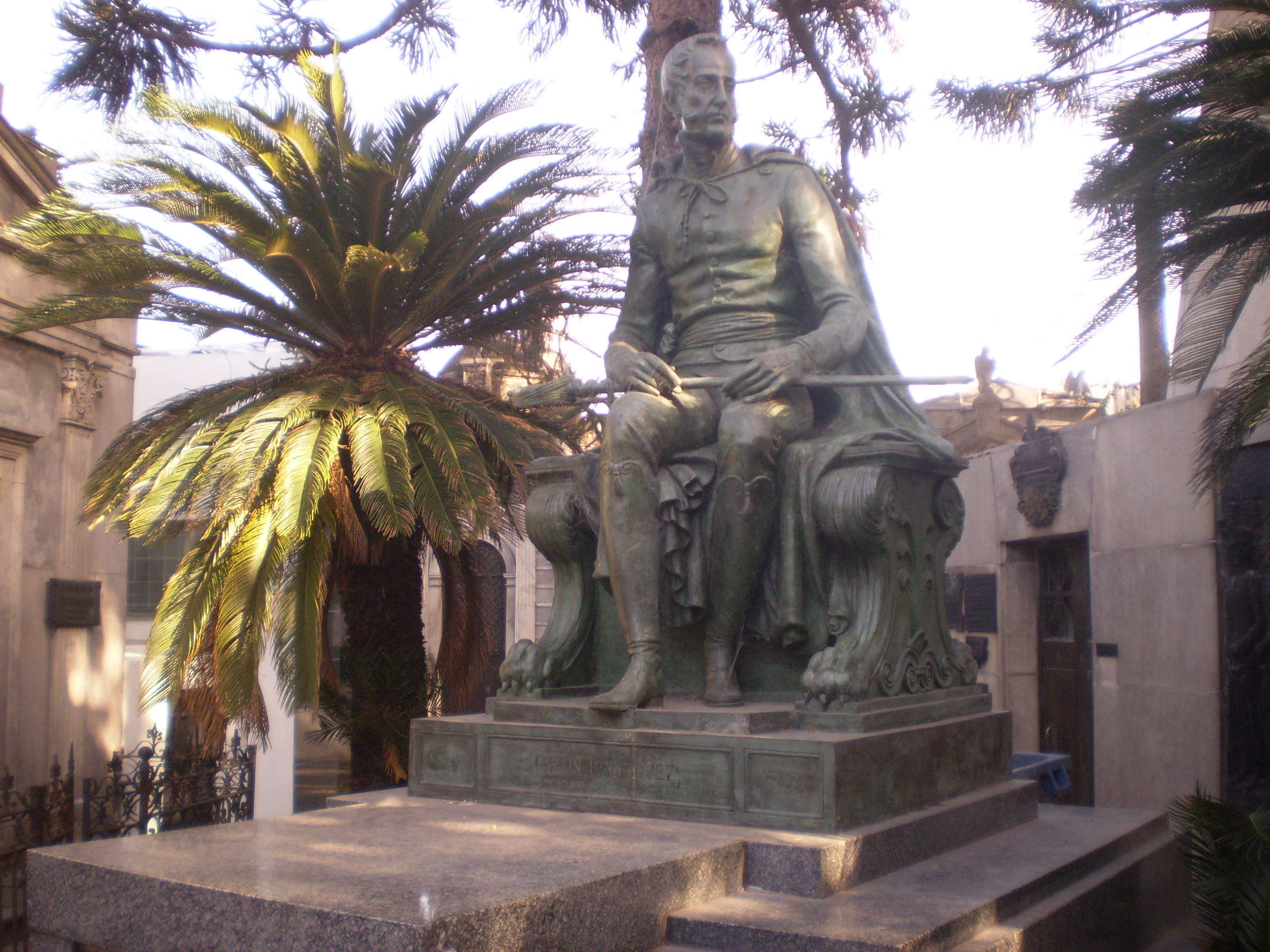
Tumba de Martín Rodríguez en el Cementerio de la Recoleta.

En 1830 emigró a Montevideo. Allí escribió su autobiografía y muchos años más tarde colaboró con Lavalle en su campaña de 1840 contra Rosas.
Quiso unirse a José María Paz en su defensa de la ciudad de Montevideo frente al sitio de Manuel Oribe, pero se lo impidió su delicada salud: estaba prácticamente ciego. Sus hijos Fermín, Martín Félix y Antonio participaron en la defensa, este último como auditor de guerra. Su mujer Manuela Carrasco y Caballero vendió sus alhajas para ayudar a financiar el ejército unitario de Paz.
Murió en Montevideo el 5 de marzo de 1845, en la pobreza y el olvido. Sus restos mortales fueron repatriados el 15 de julio de 1891 y actualmente descansan en el Cementerio de la Recoleta de la ciudad de Buenos Aires.